# موريس غرين (مقاتل)
موريس دارنيل غرين (بالإنجليزية: Maurice Darnell Greene؛ مواليد 5 يوليو 1986) هو مُقاتل فنون قتالية مختلطة أمريكي.

## وصلات خارجية
- موريس غرين (مقاتل) على موقع يو إف سي (الإنجليزية)
- موريس غرين (مقاتل) على موقع شيردوغ (الإنجليزية)
- موريس غرين (مقاتل) على موقع IMDb (الإنجليزية)